# Merrill Womach
Merrill Womach (Spokane, Washington, 7 de fevereiro de 1927) é um organista, cantor gospel e diretor funerário norte-americano, notável por fundar a  National Music Service (atual Global Distribution Network, Inc.), que distribui músicas para funerárias ao redor dos Estados Unidos, e também por sobreviver a um acidente aéreo em 1961 em Oregon que o deixou desfigurado e com queimaduras de terceiro grau por quase todo o corpo.

## Discografia
- 1960 My Song
- 1967 I Believe in Miracles
- 1968 Merrill Womach Sings Christmas Carols
- 1969 A Time For Us
- 1970 Surely Goodness and Mercy
- 1973 I Stood At Calvary
- 1974 Happy Again
- 1976 Mine Eyes Have Seen The Glory
- 1977 In Concert
- 1977 In Quartet
- 1977 New Life Collectible
- 1979 Images Of Christmas
- 1979 My Favorite Hymns
- 1980 Reborn
- 1981 Classical
- 1981 I'm A Miracle, Lord
- 1981 Merrill
- 1983 Feelin' Good
- 1985 Thank You, Lord